# Dubenec (Příbrami járás)
Dubenec település Csehországban, a Příbrami járásban. Dubenec Suchodol, Dubno, Příbram, Občov, Drásov és Višňová településekkel határos. Lakosainak száma 357 fő (2024. január 1.).

## Népesség
A település lakosságának változását az alábbi diagram mutatja:
| Lakosok száma | 366  | 404  | 324  | 272  | 282  | 293  | 361  | 372  | 314  | 357  |
|               | 1869 | 1890 | 1921 | 1950 | 1980 | 2001 | 2017 | 2019 | 2022 | 2024 |